# Садиба князів Яблоновських

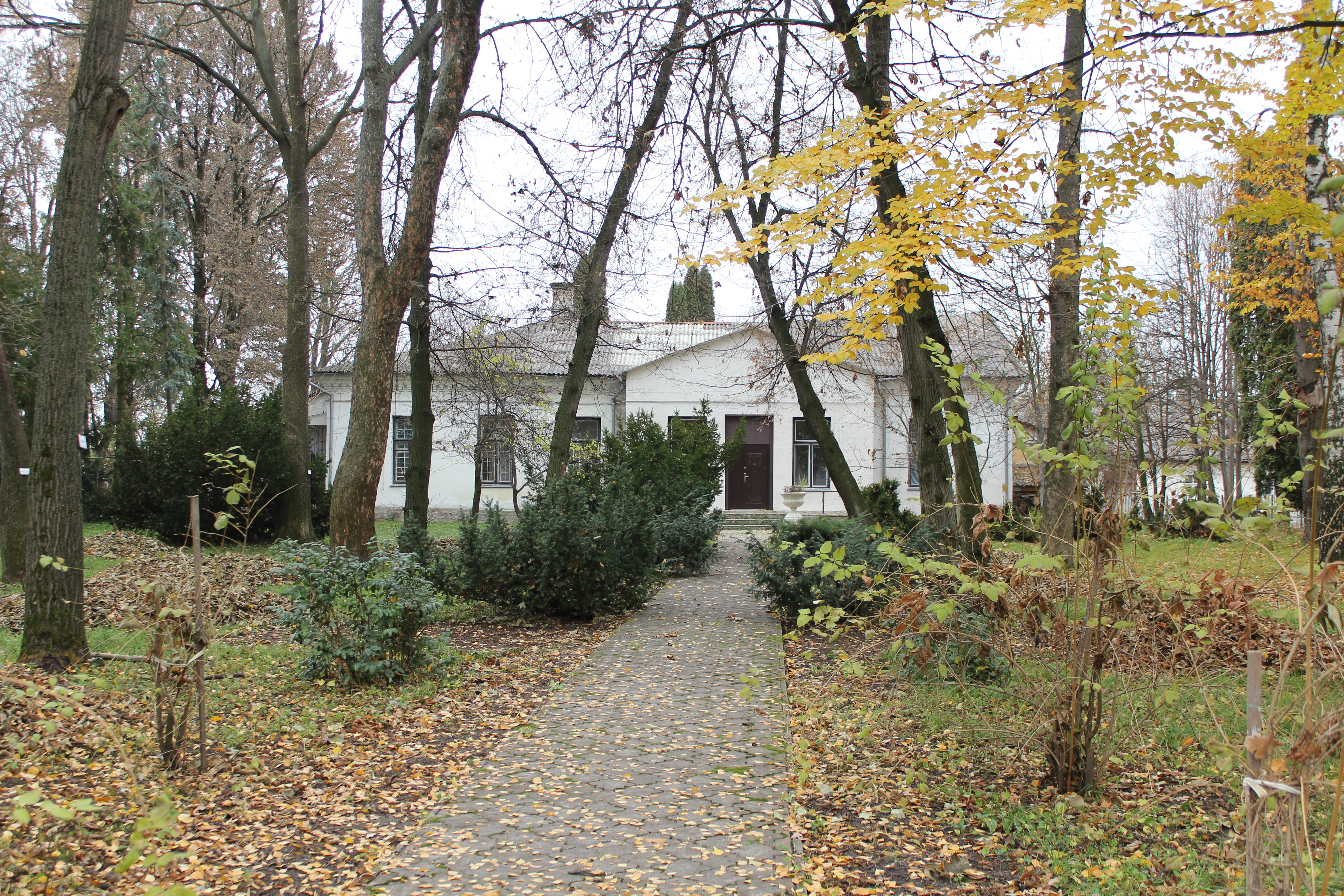
Садиба князів Яблоновських

Садиба князів Яблоновських — зразок типової міської садиби XVIII-XIX ст. Складається з житлового будинку та саду. Парк, розташований навколо будинку, мав регулярний характер. Садиба належала родині Яблоновських, які ще з кінця XVII ст. володіли частиною Острога.